# Giusto Traina

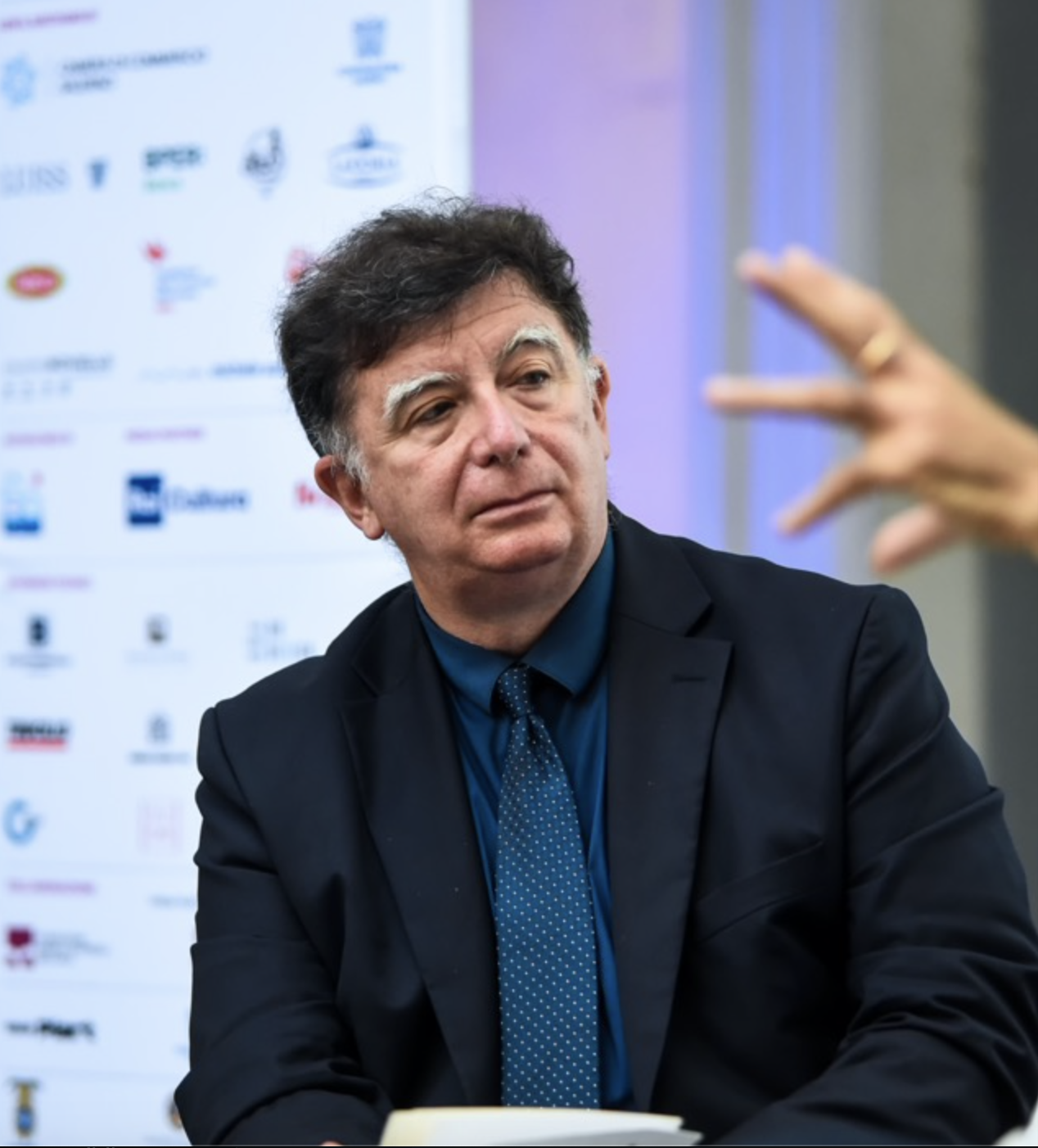
Giusto Traina, Salento, junio de 2023

Giusto Traina (Salento, 19 de septiembre de 1959) es un historiador italiano especialista en Historia de Roma, historia de la guerra en el mundo antiguo e Historia de Armenia en la Antigüedad.  Desde 2011 es profesor de historia romana en  Sorbonne Université y, desde 2023, también en la Università del Salento.Es exmiembro senior del Institut Universitaire de France (2014-2019). Es autor de numerosos libros y artículos en revistas académicas. Inició su carrera en la investigación con una tesis sobre el valor social de las mareas en la Antigüedad, defendida en 1987.Fue galardonado en 2011 con el premio nacional italiano '"Cherasco Storia" por su libro La resa di Roma. Battaglia a Carre, 9 giugno 53 a. C. (Laterza, 2010),sobre la batalla de Carras.

## Libros publicados
Giusto Traina es autor de varios libros que han sido traducidos al inglés, francés, español y griego.
- (con Federico Santangelo) Il mondo dei Romani. Torino: Einaudi, 2024.
- Imperium.Il potere dall'antica Roma ai moderni modelli politici. Milano: Solferino, 2023.
- I Greci e i Romani ci salveranno dalla barbarie. Roma: Laterza, 2023.
- La guerre mondiale des Romains. De l’assassinat de Jules César à la mort d’Antoine et Cléopâtre. Paris: Fayard, 2023.
- La storia speciale. Perché non possiamo fare a meno degli antichi romani. Roma-Bari: Laterza, 2020.
- (Con Aldo Ferrari) Storia degli armeni, Bologna: Il Mulino, 2020.
- La resa di Roma. Battaglia a Carre, 9 giugno 53 a.C. Roma-Bari: Laterza, 2010.
- 428 dopo Cristo. Storia di un anno. Roma-Bari: Laterza, 2007.
- Marco Antonio. Roma-Bari: Laterza, 2003.
- La tecnica in Grecia e a Roma. Roma-Bari: Laterza, 1994.
- Roma e l’Italia: tradizioni locali e letteratura antiquaria (II a.C.- II d.C.). Rendiconti Accademia Lincei s. 9.4, 1993, 585-636; s.9.5, 1994, 87-118.
- Il complesso di Trimalcione. Movsēs Xorenac’i e le origini del pensiero storico armeno. Venise: Casa editrice armena, 1991.
- Ambiente e paesaggi di Roma antica. Roma: NIS, 1990.
- Paludi e bonifiche del mondo antico. Saggio di archeologia geografica. Roma: “L’Erma” di Bretschneider, 1988 (traducción de la tesis doctoral).
- Le Valli Grandi Veronesi in età romana. Contributo archeologico alla lettura del territorio. Pisa: Gardini, 1983.

### Traducciones al castellano
- La guerra mundial de los romanos. Del asesinato de Julio César a la muerte de Marco Antonio y Cleopatra (44-30 a. C.). Madrid: Crítica, 2023. ISBN: 978-84-9199-679-8.
- 428 después de Cristo. Historia de un año. Madrid: Akal, 2011. ISBN: 978-84-460-2791-1.